# Monte Adams
Il monte Adams (in inglese Mount Adams), dal nome del presidente John Adams, è un vulcano degli Stati Uniti situato nel sud dello Stato di Washington. Fa parte dell'arco vulcanico delle Cascate, il quale raggruppa diversi vulcani tra cui il monte Saint Helens e il monte Rainier, e dell'omonima catena. Alto 3 742 metri sul livello del mare, la sua ultima eruzione risale al 950 circa. A ogni modo, rimane monitorato perché la presenza di un grande campo di ghiaccio alla sua sommità e sui suoi fianchi costituisce una minaccia per le popolazioni circostanti se il vulcano dovesse risvegliarsi sciogliendo i suoi ghiacciai.
La montagna, per lo più ricoperta di conifere al di sotto del piano alpino, è protetta all'interno della foresta nazionale di Gifford Pinchot e della riserva naturale che da lei trae il nome. Sul suo versante orientale, dal 1855, ha sede la riserva indiana Yakama. Se la presenza dei nativi nell'area risale ad almeno 9 000 anni fa, la vetta andò scoperta dagli europei nel 1805 dalla spedizione di Lewis e Clark. Scalato per la prima volta nel 1854, resta un luogo abbastanza isolato e costituisce oggi una destinazione popolare per diverse attività ricreative.

## Toponimo
Negli anni 1830, Hall J. Kelley propose di ribattezzare la catena Presidents' Range, con l'intenzione di assegnare a ciascun vulcano il nome di un presidente degli Stati Uniti. L'idea venne respinta anche per via dell'assenza di una chiara topografia della zona con l'eccezione del monte Adams, nome che era destinato al monte Hood per onorare John Adams e che ricadde per errore su un vulcano ancora anonimo.
Nelle lingue native americane, la montagna era chiamata Pah-to, Pahto, Paddo o Pahtoe, che significa "chi sta in alto".

## Geografia

### Posizione geografica

Carta topografica del monte Adams e dei suoi dintorni

Il monte Adams si trova nel nordovest degli USA, nel sud del Washington. La vetta, così come i fianchi nord-est e sud, rientra nella contea di Yakima, mentre le zone pedemontane occidentali appartengono alla contea di Skamania.  Dista 85 km da Yakima, localizzata a est-nordest, 120 da Portland, a sud-ovest, e 135 da Tacoma, a nord-ovest. La gola del Columbia, che forma il confine di Stato con quello dell'Oregon, taglia la catena delle Cascate, di cui fa parte la vetta, a 50 km a sud. Il monte Saint Helens sorge 55 km a ovest, il Rainier 75 a nord-nordovest e l'Hood a 90 a sud-sudovest. Una delle città più vicine è White Salmon, a sud, alla confluenza del fiume omonimo sulla riva destra del Columbia. L'oceano Pacifico si trova invece 200 km a ovest. La montagna è accessibile da sud dalla Washington State Route 14 o dall'Interstate 84, seguendo poi la Washington State Route 141 per 47 km in direzione nord verso la sezione esterna della foresta nazionale di Gifford Pinchot, e infine lungo la strada forestale 8040500.

### Topografia

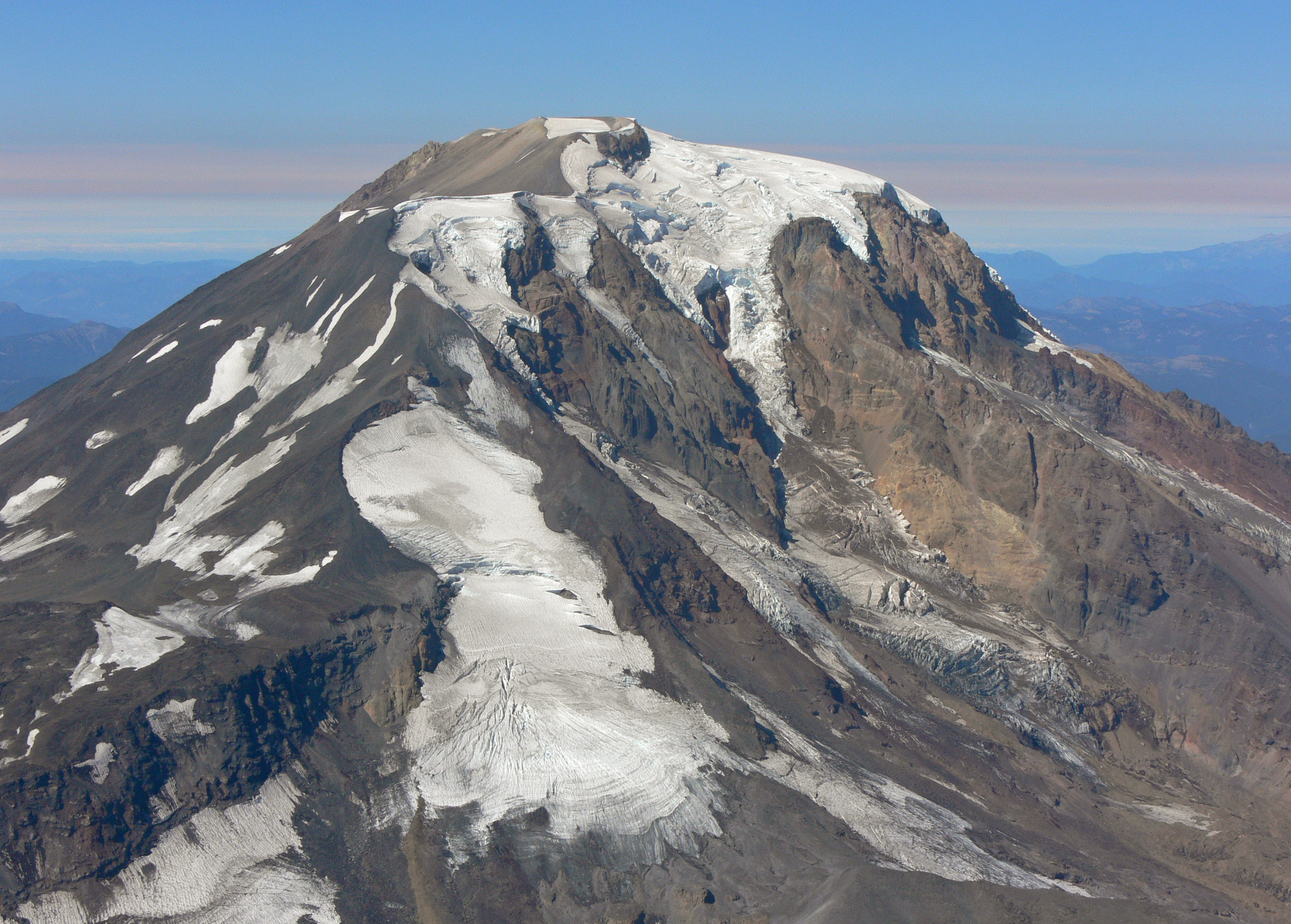
Cima del vulcano

Il monte Adams forma un leggero ovale la cui base è allungata, in direzione nord/sud, per una trentina di chilometri e copre circa 650 km². Il punto apicale è situato a 3 742 m di altitudine, cifra che la rende la seconda nel Washington dopo il monte Rainier e la terza della catena delle Cascate dietro il monte Shasta. Diversi promontori rocciosi sorgono nelle vicinanze, ovvero The Pinacle, The Castle, Piker's Peak. Questi ultimi sono il risultato dell'erosione glaciale e dell'incastro di diversi antichi crateri che rendono l'area sommitale relativamente piatta. Il cratere centrale è completamente innevato e si apre a ovest: le varie creste (du Rempart, des Miracles, du Nord, Suksdorf, Stagman, Crotton), che scendono a raggiera e si affacciano su gole fortemente erose, sono dominate da alcuni coni vulcanici notevoli: Red Butte, Goat Butte, South Butte, il Little Mount Adams o anche Burnt Rock. Numerose grotte sotterranee, nello specifico tunnel di lava, si trovano ai piedi dell'Adams. Vicino al lago Trout, le Ice Caves (letteralmente "grotte di ghiaccio") sono così chiamate per via della neve accumulata al loro ingresso e delle stalattiti locali.

### Idrografia

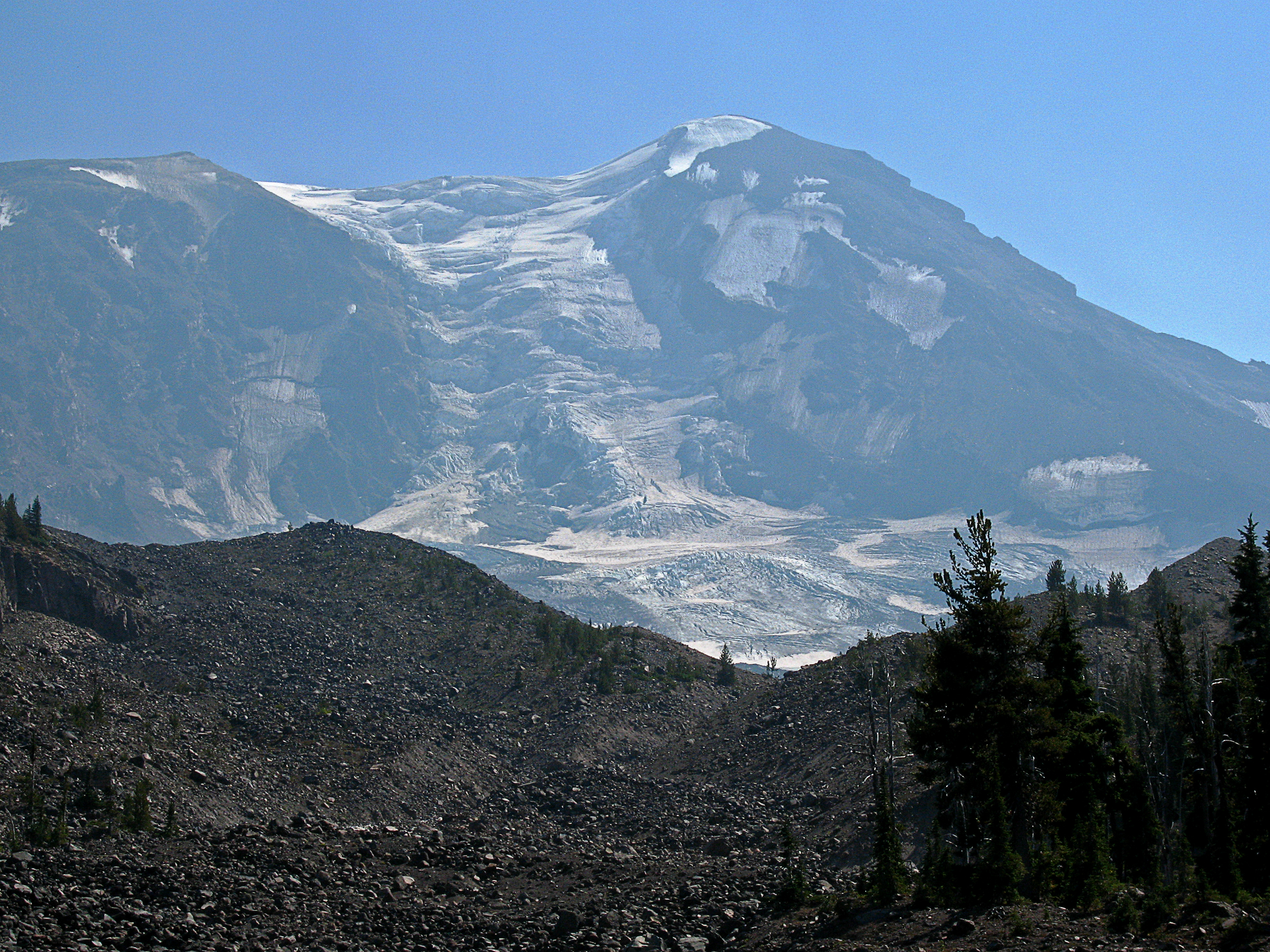
Ghiacciai sull'Adams

Il monte Adams è coperto da una dozzina di ghiacciai. Partendo da nord in senso orario, i ghiacciai sono chiamati Lava, Lyman, Wilson, Rusk, Klickitat, Mazama, Gotchen, Crescent, Avalanche, White Salmon, Pinnacle e Adams. Essi coprono in totale 16 km², ovvero il 2,5% dell'area del vulcano. L'acqua dello scioglimento dei ghiacciai e delle precipitazioni piovose e nevose filtra lentamente attraverso la roccia porosa e riemerge a cascata alla base del cono principale. Durante l'ultima glaciazione, il 90% della montagna era coperto da una calotta glaciale locale, di cui i più grandi ghiacciai attuali appaiono quanto resta. Il più grande, il ghiacciaio Adams sul versante nord-ovest, segue un profondo corridoio e termina solo a 2 100 m di elevazione in una serie di cascate di ghiaccio lunghe 4 km. Si tratta del secondo ghiacciaio più grande della catena delle Cascate dopo il ghiacciaio Carbon del monte Rainier. Il ghiacciaio Klickitat, sul versante orientale, nasce nell'incavo di un circo naturale di 1,6 km a forma d'arco e termina a 1 800 m di quota.
Il monte Adams è interamente compreso nel bacino del Columbia. I ghiacciai delle valanghe e White Salmon danno origine, sul versante sud-ovest, ai torrenti Cascade e Salt che, unendosi, aumentano la portata del White Salmon. Malgrado il torrente Trout Lake non sia alimentato direttamente dall'acqua di disgelo dei ghiacciai del Monte Adams, 6 000 anni fa il suo corso risultò interrotto da detriti riversati da una valanga, l'unica di una vasta portata avvenuta alla fine dell'ultimo periodo glaciale: fu questa a originare il lago Trout appena a monte della confluenza con il White Salmon. Le acque dei torrenti Riley e Mutton sfociano nel fiume Lewis, a sua volta alimentato dal ghiacciaio Adams, sul versante occidentale, e affluente del Columbia. Anche il torrente Adams nasce ai piedi del ghiacciaio per poi sfociare nel fiume Cispus, affluente del Cowlitz. Sul versante orientale, i torrenti Little e Big Muddy alimentano il fiume Klickitat.

### Geologia
L'arco vulcanico delle Cascate appare direttamente sopra una zona di subduzione, quella della Cascadia. L'episodio che segnò l'origine della maggior parte della catena delle Cascate cominciò 36 milioni di anni fa. Il resto della placca Farallon viene chiamata Juan de Fuca. In concomitanza con la diminuzione dell'attività vulcanica, durante il Miocene (17-12 milioni di anni fa), quantità colossali di basalto si riversarono nell'attuale bacino del Columbia. Con la separazione simultanea della placca Explorer e l'ispessimento della zona di subduzione, l'angolo del piano di Wadati-Benioff aumentò. L'attrito si fece più intenso, il rilievo aumentò e il vulcanesimo riprese. I principali vulcani delle High Cascades si originarono nello specifico in un lasso temporale compreso tra 3 milioni e 140 000 anni fa. Il vulcanismo che diede origine al precursore del monte Adams si palesò intorno a 940 000 anni fa.

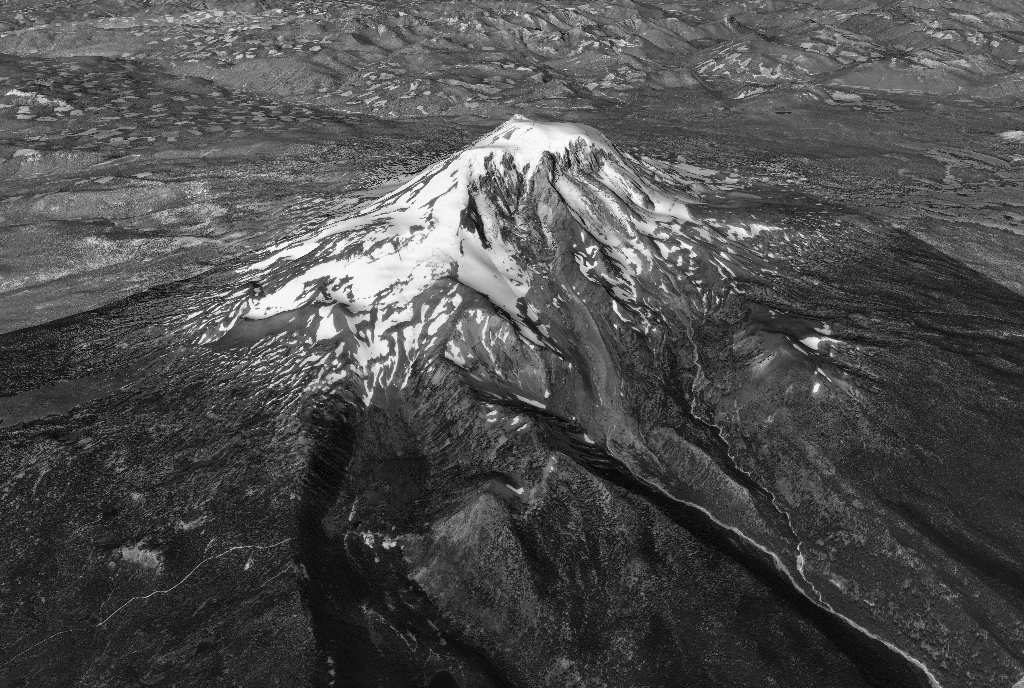
Immagine generata al computer del monte Adams con "Goat Butte" a destra e il Little Mount Adams in basso in primo piano. L'erosione glaciale e le antiche valanghe di detriti sono chiaramente visibili su tale versante

I vari edifici che si stavano costruendo emersero sopra una base di rocce vulcaniche riversatesi durante tutto l'Oligocene. A differenza degli altri stratovulcani del Washington, composti soprattutto da andesite, l'Adams ha una natura piuttosto complessa: le brecce ne costituiscono il nucleo, mentre colate di lava andesitiche e basaltiche si rintracciano nei punti più regolari e nelle valli dei pendii. Infine, i coni sommitali e satellite appaiono formati da andesite e dacite. L'attività geotermica che combina emissioni di calore e gas causò in passato l'alterazione di gran parte delle rocce in caolinite, ossido di ferro, composti solforosi e quarzo. Una volta aumentata l'instabilità del sito, si generarono diverse valanghe di detriti e lahar, la più lunga delle quali si snodò per 52 km.
Il monte Adams è compreso in un campo vulcanico comprendente una sessantina di bocche eruttive allineate lungo un asse nord-nordovest/sud-sudest e per un volume totale di 200 km³. In virtù di tale dato, risulta il secondo vulcano ad aver emesso più materiale eruttivo dopo il monte Shasta, in California, e quasi al pari del monte Rainier, originatosi sopra una base di granodiorite nel Miocene.

### Clima

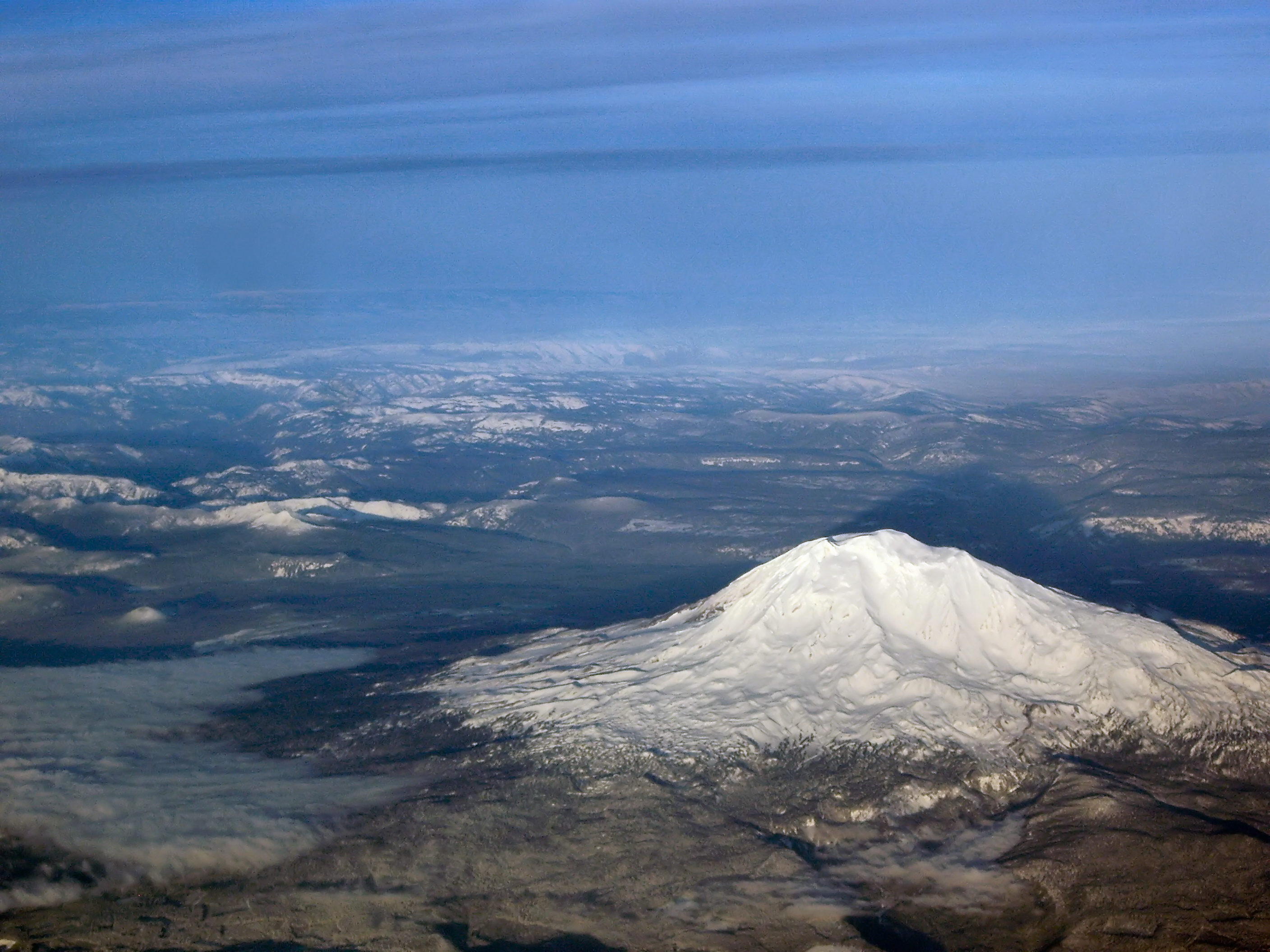
Il monte Adams innevato nel dicembre del 2006

Le precipitazioni sull'Adams si devono, come nell'intera catena delle Cascate, a masse d'arie umide dell'oceano Pacifico sospinte dai venti prevalenti di ovest. Quando queste si scontrano con l'enorme rilievo, tendono poi a riversarsi principalmente sul versante occidentale per il fenomeno dell'ombra pluviometrica. Per questo motivo, le media delle precipitazioni annue è di 1 000 mm, ma il datò raddoppiò nel 1950. Inevitabilmente, nei mesi freddi le piogge si traducono in fitte nevicate: il record registrato presso la stazione dei ranger del Monte Adams è pari a 6,85 m di neve accumulata nel 1950.
| Bollettino meteorologico dalla stazione dei ranger sul monte Adams, 597 m (1909-2009) | Mesi  | Mesi  | Mesi  | Mesi  | Mesi | Mesi | Mesi | Mesi | Mesi  | Mesi  | Mesi  | Mesi  | Stagioni | Stagioni | Stagioni | Stagioni | Anno    |
| Bollettino meteorologico dalla stazione dei ranger sul monte Adams, 597 m (1909-2009) | Gen   | Feb   | Mar   | Apr   | Mag  | Giu  | Lug  | Ago  | Set   | Ott   | Nov   | Dic   | Inv      | Pri      | Est      | Aut      | Anno    |
| ------------------------------------------------------------------------------------- | ----- | ----- | ----- | ----- | ---- | ---- | ---- | ---- | ----- | ----- | ----- | ----- | -------- | -------- | -------- | -------- | ------- |
| T. max. media (°C)                                                                    | 2,3   | 5,4   | 9,8   | 14,8  | 19,7 | 23,4 | 28,4 | 27,9 | 23,2  | 15,8  | 7,1   | 3,1   | 3,6      | 14,8     | 26,6     | 15,4     | 15,1    |
| T. media (°C)                                                                         | −1,6  | 0,8   | 4,0   | 7,6   | 11,6 | 15,1 | 18,6 | 18,0 | 14,0  | 8,6   | 2,9   | −0,3  | −0,4     | 7,7      | 17,2     | 8,5      | 8,3     |
| T. min. media (°C)                                                                    | −5,5  | −3,7  | −1,8  | 0,3   | 3,4  | 6,7  | 8,7  | 8,1  | 4,8   | 1,4   | −1,4  | −3,8  | −4,3     | 0,6      | 7,8      | 1,6      | 1,4     |
| T. max. assoluta (°C)                                                                 | 15    | 17,8  | 26,1  | 33,3  | 36,1 | 39,4 | 42,2 | 42,2 | 36,7  | 31,7  | 21,1  | 17,2  | 17,8     | 36,1     | 42,2     | 36,7     | 42,2    |
| T. min. assoluta (°C)                                                                 | −32,2 | −31,1 | −21,7 | −10,6 | −6,7 | −2,2 | −2,2 | −2,2 | −11,7 | −13,9 | −25,6 | −28,9 | −32,2    | −21,7    | −2,2     | −25,6    | −32,2   |
| Precipitazioni (mm)                                                                   | 194,8 | 139,2 | 116,8 | 59,4  | 40,1 | 29,0 | 7,1  | 15,0 | 33,8  | 91,4  | 176,5 | 201,9 | 535,9    | 216,3    | 51,1     | 301,7    | 1 105,0 |
| Nevicate (cm)                                                                         | 91    | 45    | 20    | 4     | 0    | 0    | 0    | 0    | 0     | 1     | 24    | 69    | 205      | 24       | 0        | 25       | 254     |

### Ambiente naturale
La ricchezza della biodiversità sul vulcano è spiegata dalla presenza di vari biotopi. Il vulcano infatti funge da confine naturale tra le regioni umide dell'ovest e le più aride a est della catena delle Cascate. Il suo significativo calo agisce anche sulla biodiversità creando numerosi biotopi.
Secondo l'Agenzia statunitense per la protezione dell'ambiente, il parco nazionale si trova nell'ecoregione della "cordigliera occidentale delle montagne boscose del nord-ovest". Secondo il sistema di classificazione del WWF, l'area appartiene all'ecoregione delle Central and Southern Cascades forests, caratterizzata da una regione montuosa ricoperta di conifere e il cui clima è tanto più umido man mano che ci si sposta verso ovest della regione.

#### Flora

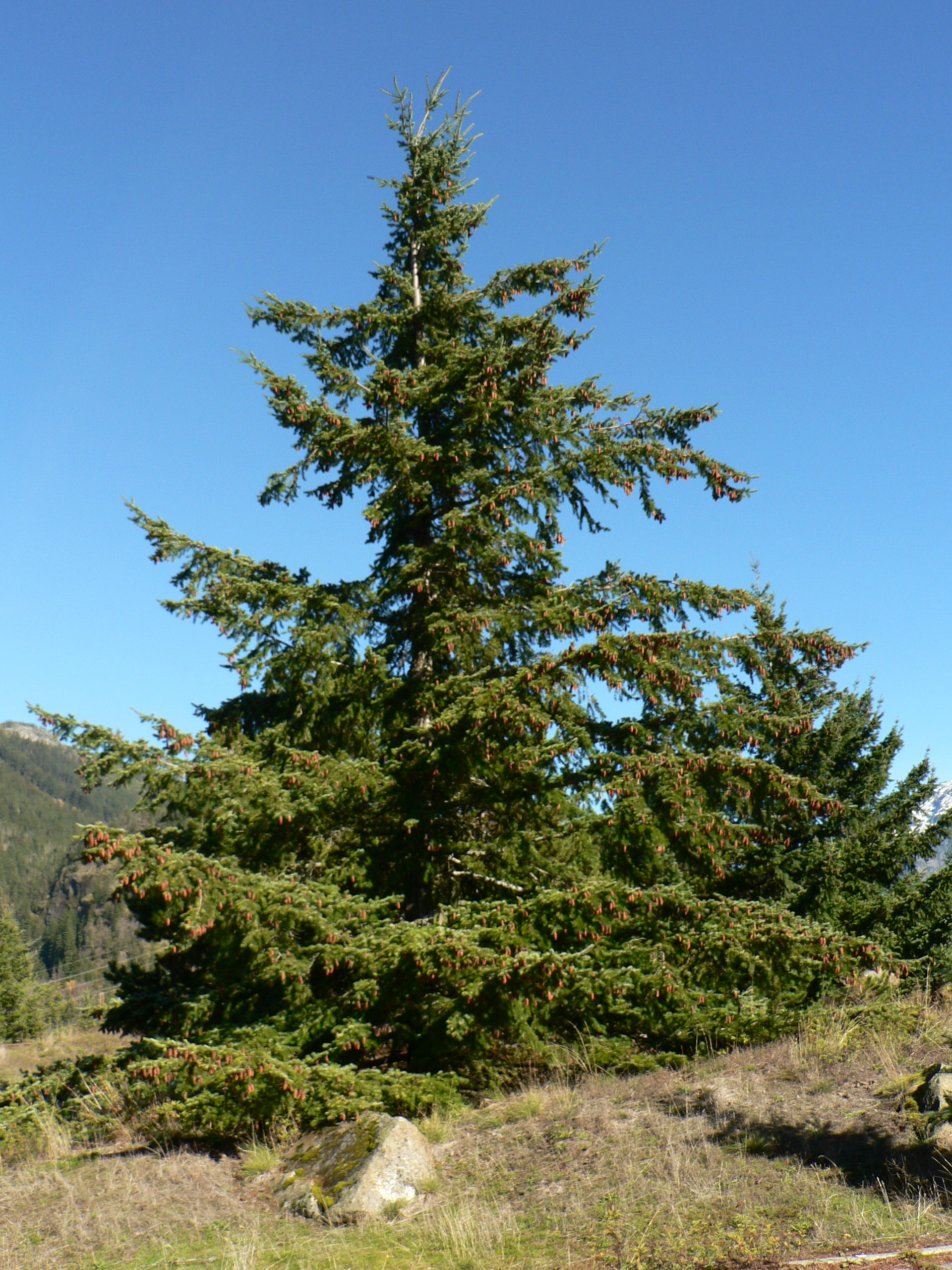
Abete di Douglas (Pseudotsuga menziesii)

In quote maggiori, le condizioni favorevoli per la crescita delle piante sono limitate a un lasso temporale molto breve. La fioritura inizia intorno a metà luglio e termina a metà agosto. Oltre al clima difficile, il suolo stesso non è assai fertile, circostanza che limita ulteriormente lo sviluppo della flora.
Sopra la linea degli alberi si trovano il Phlox diffusa, il  Pedicularis racemosa, Erigeron peregrinus, lupini (Lupinus latifolius), Mimulus lewisii e il Castilleja parviflora. Le zone sabbiose ospitano perlopiù la Cistanthe umbellata. Tra le ulteriori specie vegetali si annoverano il Phyllodoce empetriformis, la genziana (Gentiana calycosa), l’Erythronium montanum, la  Xerophyllum tenax, il Polygonum newberryi, il Dodecatheon jeffreyi e la Caltha leptosepala. Sulle antiche colate laviche si possono scorgere dei muschi e dei licheni.
Il bosco è costituito principalmente da conifere: a bassa quota, si ammirano l'abete amabile (Abies amabilis), la tsuga occidentale (Tsuga heterophylla), l'abete nobile (Abies procera), l'abete di Douglas (Pseudotsuga menziesii), la tuia plicata (Thuja plicata) e il pino bianco occidentale (Pinus monticola). In alto, questi alberi lasciano spazio al pino dalla corteccia bianca (Pinus albicaulis), alla tsuga mertensiana, al pino contorto (Pinus contorta) e all'abete delle rocce (Abies lasiocarpa). Il Rhododendron albiflorum e il ginepro (Juniperus communis) sono i principali arbusti presenti nella zona. L'area è altresì una popolare meta per i turisti per la sua presenza di molte bacche commestibili (note in inglese come Huckleberry), tra cui mirtilli della famiglia Vaccinium.

#### Fauna

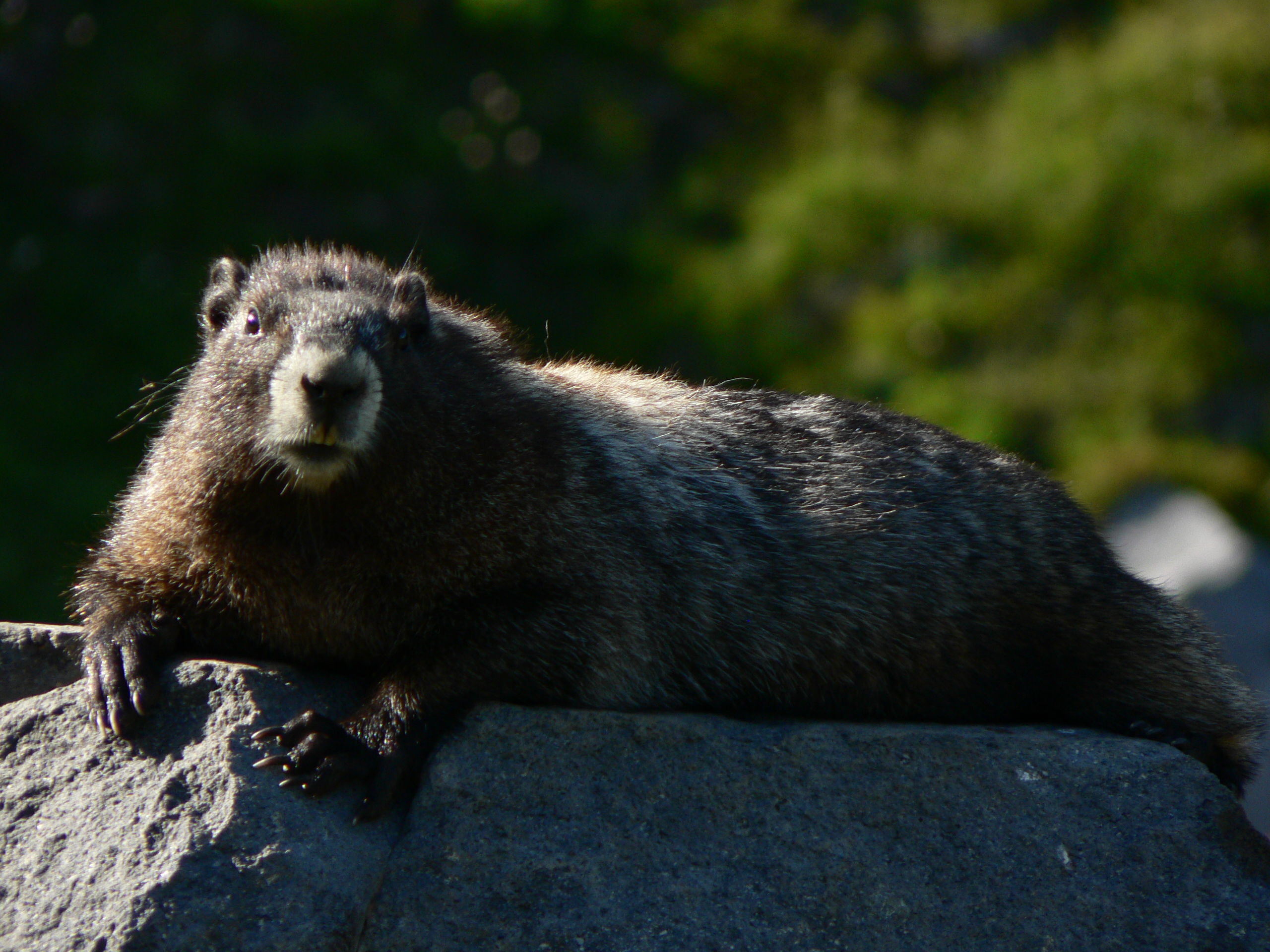
Marmotta delle Montagne Rocciose (Marmota caligata)

Tra i mammiferi si annoverano l'orso nero americano (Ursus americanus), il cervo mulo (Odocoileus hemionus), il wapiti (Cervus elaphus canadensi), il coyote (Canis latrans), la marmotta delle Montagne Rocciose (Marmota caligata), il toporagno acquatico (Sorex palustris), il pica americano (Ochotona princeps), la lepre scarpa da neve (Lepus americanus), lo scoiattolo dal mantello dorato (Spermophilus saturatus), il citello di Beechey (Spermophilus beecheyi), lo scoiattolo di Douglas (Tamiasciurus douglasii), la tamia minore (Tamias minimus), la tamia di Townsend (Tamias townsendii), l'ursone (Erethizon dorsatum), la martora americana (Martes americana) e la capra delle nevi (Oreamnos americanus).

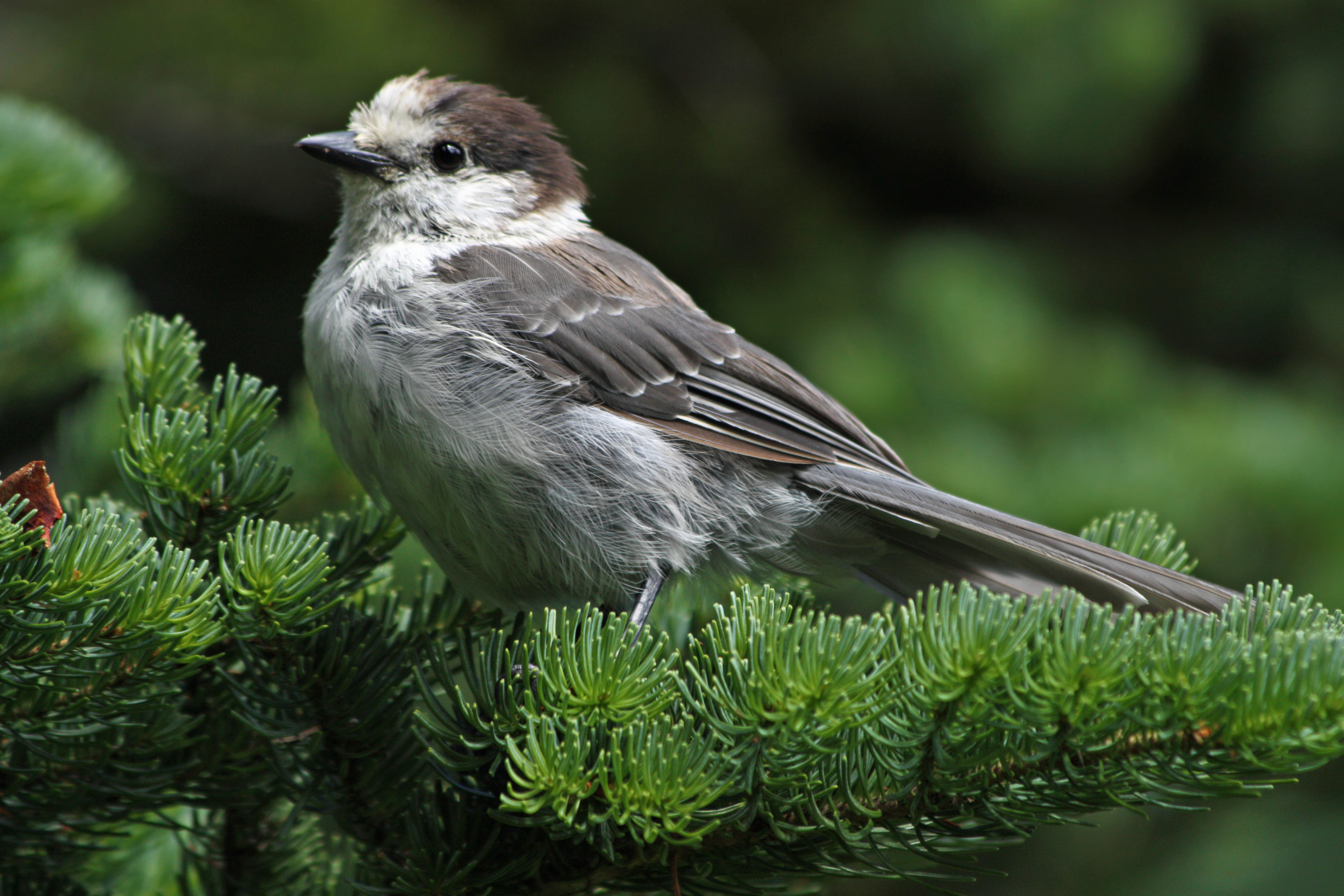
Ghiandaia grigia canadese (Perisoreus canadensis)

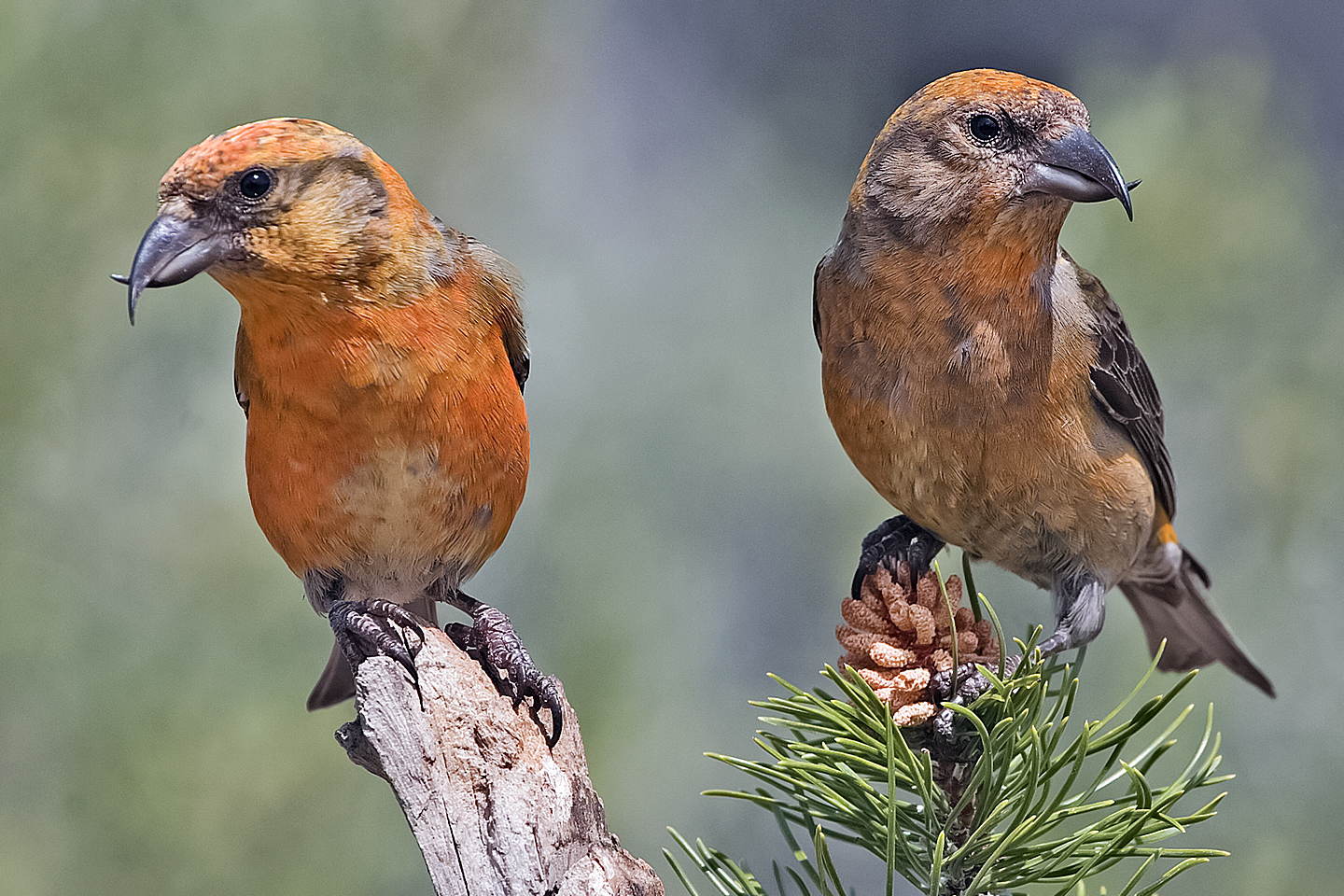
Coppia di crocieri comuni (Loxia curvirostra)

Gli uccelli includono la pernice fuligginosa (Dendragapus fuliginosus), il tetraone delle peccete (Falcipennis canadensis), la pernice coda bianca (Lagopus leucura), la ghiandaia grigia canadese (Perisoreus canadensis), la cincia delle Montagne Rocciose (Poecile gambeli), la nocciolaia di Clark (Nucifraga columbiana), il fiorrancino americano (Regulus satrapa), il fanello rosato testagrigia (Leucosticte tephrocotis), la poiana della Giamaica (Buteo jamaicensis), l'astore (Accipiter gentilis), lo sparviere di Cooper (Accipiter cooperii), lo sparviero striato (Accipiter striatus), il falco di prateria (Falco mexicanus), l'aquila reale (Aquila chrysaetos), l'avvoltoio collorosso (Cathartes aura), il tetraone dal collare (Bonasa umbellus), il gufo della Virginia (Bubo virginianus), il succiacapre nordamericano (Chordeiles minor), il rondone codaspinosa di Vaux (Chaetura vauxi), il colibrì rossiccio (Selasphorus rufus), il picchio testabianca (Picoides albolarvatus), il picchio lanuginoso (Picoides pubescens), il picchio villoso (Picoides villosus), il picchio dorato (Colaptes auratus), il piuí occidentale (Contopus sordidulus), il pigliamosche fianchi oliva (Contopus cooperi), il vireo canoro (Vireo gilvus), il corvo imperiale (Corvus corax), la ghiandaia di Steller (Cyanocitta stelleri), la rondine verdeviola (Tachycineta thalassina), l'allodola golagialla (Eremophila alpestris), la cincia bigia dal capo nero (Poecile atricapillus), la cincia bigia dal dorso bruno (Poecile rufescens), il picchio muratore pettofulvo (Sitta canadensis), il rampichino americano (Certhia americana), lo scricciolo comune (Troglodytes troglodytes), il regolo americano (Regulus calendula), il tordo solitario di Townsend (Myadestes townsendi), il tordo migratore americano (Turdus migratorius), la pispola golarossa (Anthus rubescens), la parula di Townsend (Setophaga townsendi), la dendroica groppone giallo (Setophaga coronata), la piranga occidentale (Piranga ludoviciana), la guiraca testanera (Pheucticus melanocephalus), il touì macchiato (Pipilo maculatus), lo junco occhiscuri (Junco hyemalis), il crociere comune (Loxia curvirostra), il carpodaco di Cassin (Haemorhous cassinii), il frosone vespertino americano (Hesperiphona vespertina) e il lucherino delle pinete (Carduelis pinus).

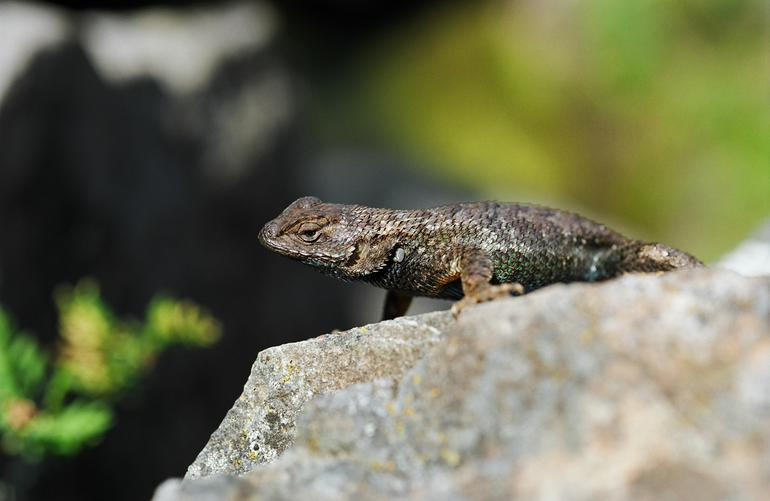
Sceloporo occidentale (Sceloporus occidentalis)

Sono presenti altresì alcuni rettili, come lo sceloporo occidentale (Sceloporus occidentalis), il colubro nero (Coluber constrictor), il serpente toro (Pituophis catenifer) e il serpente giarrettiera nordoccidentale (Thamnophis ordinoides).

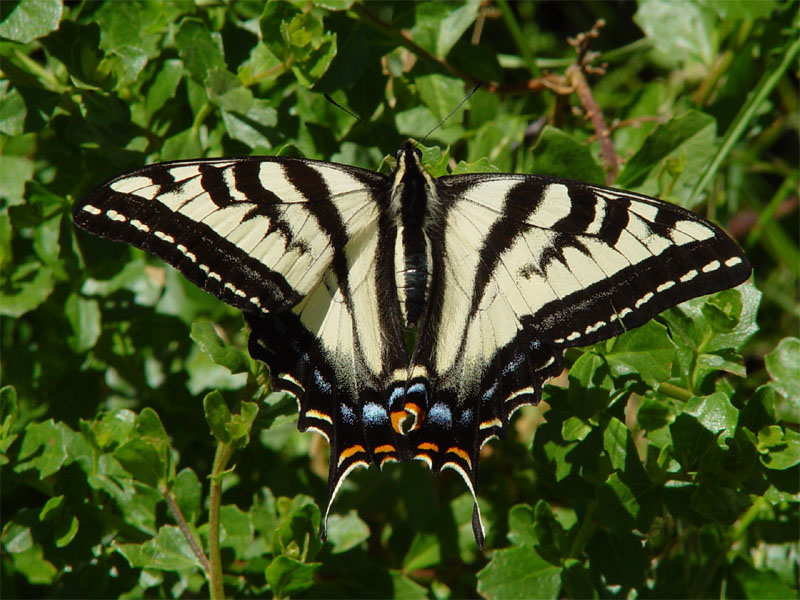
Papilio eurymedon

Gli insetti includono formiche, sirfidi, Chrysops, tafani, moscerini, Bombylius, bombi, api, mutillidi, libellule, zigopteri, coleotteri, locuste e lepidotteri, inclusi in particolare Oeneis nevadensis, Cercyonis sthenele, Papilio eurymedon, Papilio zelicaon, Papilio rutulus, Carterocephalus palaemon, Hesperia juba, Callophrys augustinus, Incisalia eryphon, Neophasia menapia, Pontia sisymbrii, Coenonympha tullia, Colias philodice, l'atalanta (Vanessa atalanta), Limenitis lorquini, la vanessa del cardo (Vanessa cardui), Vanessa annabella, Aglais milberti, la vanessa antiopa (Nymphalis antiopa), Nymphalis californica, Apodemia mormo, Speyeria zerene, Boloria chariclea, Phyciodes cocyta, Phyciodes mylitta, Phyciodes pulchella,Chlosyne hoffmanni, Chlosyne palla, Euphydryas chalcedona, Polygonia gracilis, Callophrys sheridanii, Strymon melinus, Lycaena mariposa, Lycaena helloides, Lycaena nivalis, Plebejus anna, Agriades glandon, Icaricia icarioides, Plebejus melissa, Glaucopsyche lygdamus, Celastrina echo, Hemileuca eglanterina e Pyrrharctia isabella.

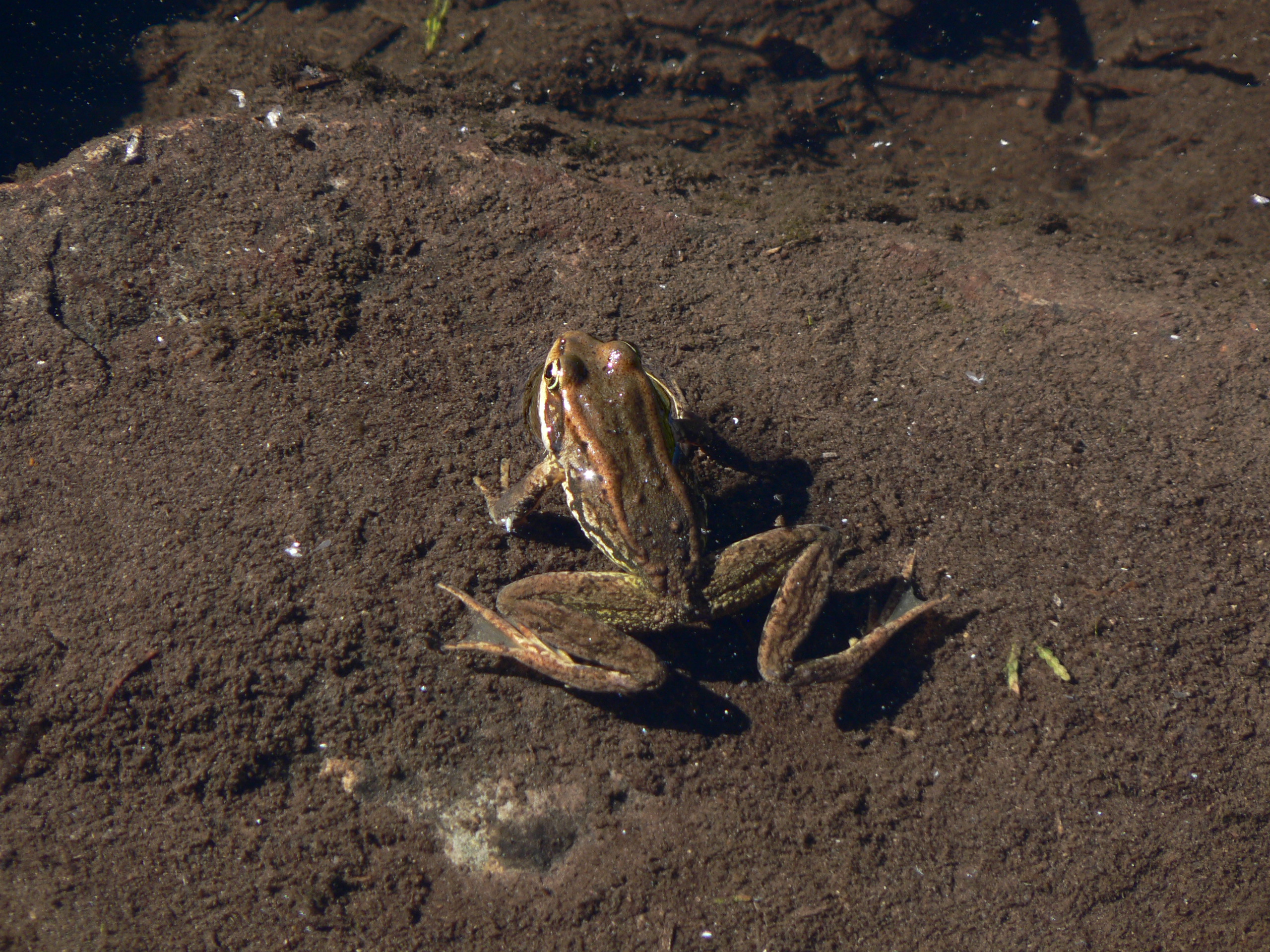
Rana delle Cascate (Rana cascadae)

I molluschi comprendono lumache, gli aracnidi specie del genere Argiope e gli anfibi il tritone dalla pelle rugosa (Taricha granulosa), la raganella del Pacifico (Pseudacris regilla), la rana delle Cascate (Rana cascadae) e il rospo boreale (Anaxyrus boreas).

## Attività vulcanica

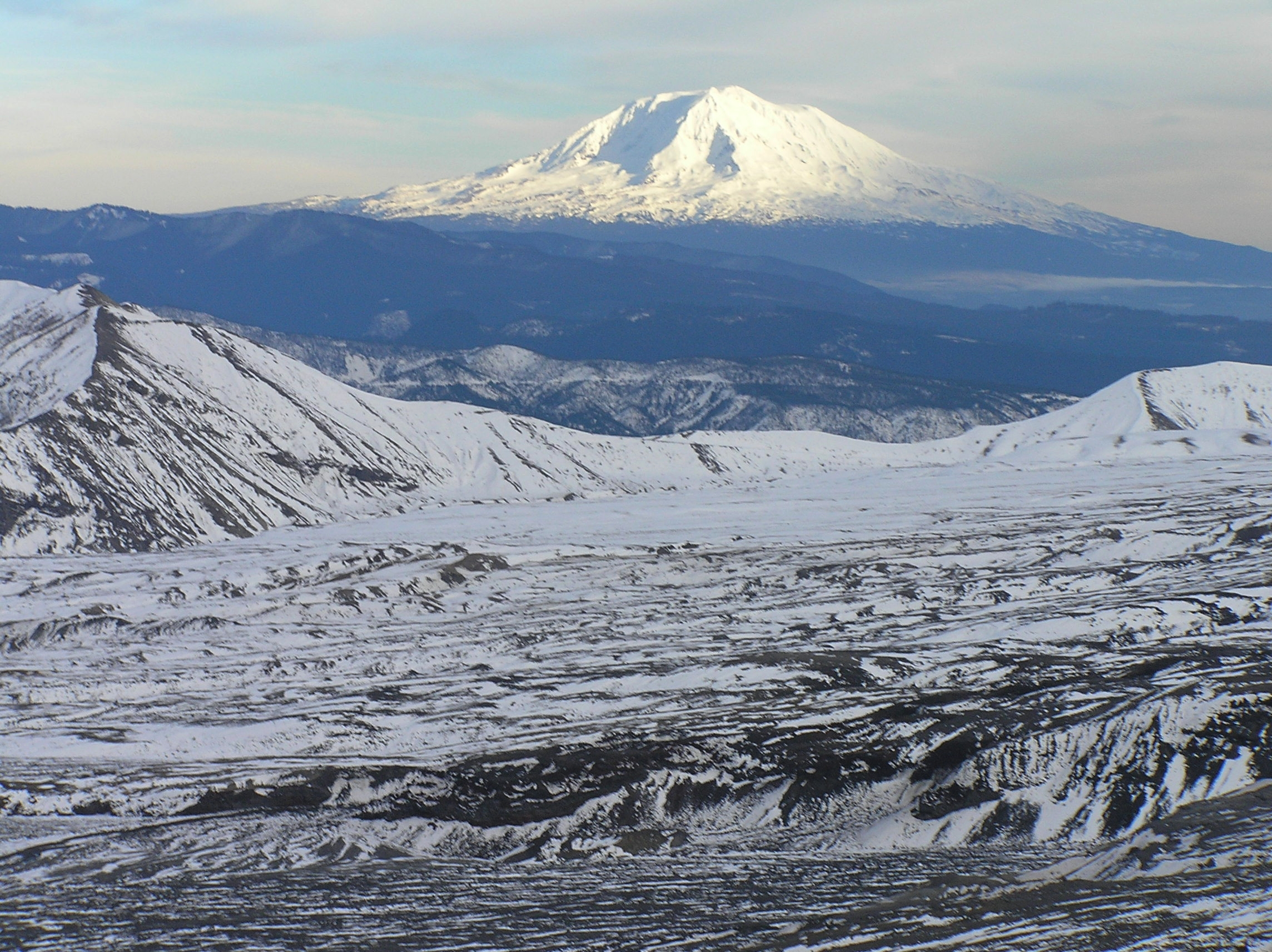
Veduta del monte Adams dal cratere del monte Saint Helens

Il vulcanesimo che diede origine al monte Adams iniziò 940 000 anni fa. Tre cicli eruttivi si succedettero a seguito della formazione di tre successivi stratovulcani rispettivamente nati 500 000, 450 000 e 30 000 anni fa. L'attuale edificio vulcanico si originò nell'ultimo periodo e sperimentò 24 eruzioni esplosive.
Durante queste eruzioni, delle colate laviche di riversarono a volte sui fianchi tra i 2 600 e i 2 100 metri sul livello del mare. La maggiore di esse per dimensione, nota come Muddy Fork, datata tra 7 000 e 4 000 anni fa, si distribuì lungo una decina di chilometri a nord-nord-est della sommità. Tra quelli rilasciati dal South Butte, il più recente di questi flussi, conosciuto come A.G. Aiken Lava Bed, si riversò a sud-sudest della vetta 4 000 anni fa circa. L'ultima delle eruzioni del monte Adams avvenne intorno al 950 con piogge di tefra e l'emissione di una piccola colata lavica sulle pendici più basse a est del vulcano.
Sono stati identificati almeno cinque lahar intorno al monte Adams, di cui l'ultimo di certo ammirato nel secolo scorso. Passato alla storia come "Great Slide", avvenne nel 1921 e si verificò ai piedi del ghiacciaio White Salmon, con le rocce che andarono spinte su 1,5 km, spartendosi per 2,5 km² nella valle del torrente Salt. Poiché si segnalò la presenza di fumarole attive per tre anni alla sorgente della frana, l'evento fu forse causato da una piccola esplosione di vapore.

### Valutazione e prevenzione dei rischi

Mappa delle aree ad alto rischio nei dintorni del monte Adams

Delle anomalie termiche ed emissioni di gas, incluso il rilascio di idrogeno solforato, si verificano ancora attualmente, in particolare sull'altopiano sommitale, circostanze che dimostrano che il monte Adams è soltanto in uno stato di quiescenza e non si è spento. Il rischio che si verifichi una nuova eruzione appare pertanto un'ipotesi plausibile a tutti gli effetti, nonostante nessuno possa azzardare con certezza quando ciò avverrà. Qualora si fosse di fronte a un episodio eruttivo, non ci si discosterebbe da quanto accaduto in passato, con colate laviche di basalto o andesite e la formazione di coni di scorie sui fianchi del vulcano. Quanto emesso nono dovrebbe riversarsi oltre i 10 km dalla vetta, con il risultato che la zona a rischio non si estenderebbe oltre il raggio massimo di 20 km. Se l'eruzione avvenisse da un'apertura vicina alla vetta, dove la quantità di neve e ghiaccio appare significativa, potrebbe generare lahar ed esondazioni dei corsi d'acqua nelle valli. Tuttavia, l'aumento del magma che annuncia un'eruzione risulta facilmente rilevabile dagli scienziati sulla base di vari dati: l'aumento della frequenza e dell'intensità dei terremoti, il riscaldamento nelle fonti d'acqua locali, l'emissione di gas, ecc. In tal caso, la popolazione potrebbe essere avvertita con diversi giorni di anticipo ed essere evacuata. Dall'inizio del XXI secolo, questi segni sono stati molto meno intensi che presso il monte Saint Helens, il monte Hood o il monte Rainier.
A causa dell'instabilità delle rocce che costituiscono il cuore del vulcano, vi è un alto rischio di valanghe di detriti. Sul versante sud-ovest del vulcano, tali fenomeni sono avvenuti in media ogni 1 500 anni negli ultimi 6 000, senza che sia stato dimostrato alcun nesso con un'eruzione imminente. Il rischio è invece più acuto anche sul versante est. Un evento di magnitudo eccezionale, maggiore di quelli conosciuti dalla fine dell'ultima glaciazione, ha una probabilità inferiore ma non nulla, tanto più che la quantità di rocce alterate è poco conosciuta a causa della copertura del campo di ghiaccio sul vertice. Se dovesse verificarsi un evento del genere sui versanti meridionali o orientali, i lahar potrebbero raggiungere il Columbia, ma verrebbero fermati a valle dalla diga di Bonneville; sui versanti nord e nord-ovest, invece, potrebbero fluire nei fiumi Lewis, Cispus e Cowlitz, ma si ritiene che delle barriere naturali situate a valle potrebbero contenere una discreta percentuale del fango e delle inondazioni, a condizione che non siano già al limite della loro capienza. Il monitoraggio della deformazione del terreno del vulcano può consentire di anticipare le valanghe di detriti (un lahar può raggiungere a una velocità di 50 km/h), anche se la prevenzione si fa più difficile con riferimento alle eruzioni.
I piani di sviluppo possono evitare le aree a rischio, adattarsi a esse o fornire strutture per ridurre il pericolo. Tuttavia, la maggior parte delle aree potenzialmente colpite si trovano nella foresta nazionale di Gifford Pinchot o nella riserva indiana Yakama e sono scarsamente popolate. Vengono effettuate regolarmente campagne di comunicazione ed esercitazioni di evacuazione allo scopo di rendere i residenti consapevoli dei passaggi da seguire in caso di rischio imminente.

## Storia

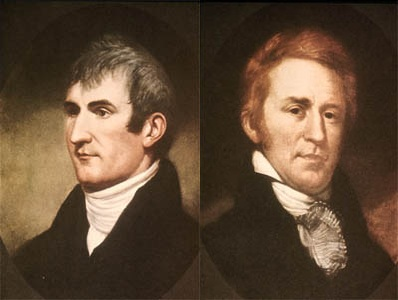
Ritratti di Meriwether Lewis e William Clark, a capo della famosa spedizione del XIX secolo

Le prime comunità dei nativi americani giunsero in zona almeno 9 000 anni fa, come si ha conferma con riferimento ai reperti trovati nei dintorni del monte Adams. Molte tribù vi praticavano caccia e pesca, dandosi molto comunemente al nomadismo per diversi millenni.
Il 19 ottobre 1805, i membri della spedizione di Lewis e Clark furono i primi europei ad ammirare il monte Adams, dalla confluenza tra i fiumi John Day e il Columbia, ma lo confusero con il monte Saint Helens, in precedenza scoperto dall'ufficiale britannico George Vancouver e dal suo equipaggio mentre entravano nello stretto di Puget durante l'estate del 1792. Sei mesi dopo, il 2 aprile 1806, lo osservarono nuovamente, questa volta dalla confluenza tra il Willamette e il Columbia, e fecero il punto della loro scoperta. Tuttavia, la confusione tra i due vulcani rimase frequente, come evince dagli scritti ultimati dal tenente Robert E. Johnson nel 1841 e da John C. Fremont nel 1843. Quanto alla somiglianza con il monte Hood, fu David Thompson nel 1811 che, osservandole entrambe, le descrisse semplicemente come due "montagne innevate" e l'errore nella nomenclatura si trascinò anche nelle opere di Hall J. Kelley. George Gibbs riportò inoltre, nel 1873, che la loro somiglianza appariva tale da giustificare la confusione. Per gran parte del XIX secolo, le sue caratteristiche geografiche continuarono a essere oggetto di importanti approssimazioni cartografiche.
La prima ascensione della vetta accadde nel mese di settembre del 1854 per opera di A.G. Aiken, Edward J. Allen e Andrew Burge, accompagnati da un certo Shaw. Il gruppo stava lavorando alla costruzione di una strada militare presso il passo di Naches: pare che in concomitanza con l'allestimento di un accampamento a pochi chilometri a nord-est della montagna avessero poi scalato la vetta dalla cresta settentrionale. Tale impresa è raccontata nel resoconto intitolato Steel Points del 1907 di George H. Himes, un pioniere che seguì da vicino i tre uomini ed elaborò il resoconto ultimato da Aiken. Un primo tentativo sembra essere stato tentato in precedenza da un missionario e tre giovani amerindi. Questi cavalcarono sul versante sud per poi lasciare i loro animali appena cadde la prima neve: dopo aver proseguito a piedi, il gruppo decise di fare ritorno indietro per via delle avversità climatiche. La storia di questa avventura è realizzata nell'opera intitolata Mission Life in Oregon. Himes riportò inoltre la riuscita ascesa dal fiume White Salmon nel 1863 o nel 1864 da parte di Henry C. Coe, di M. Phelps, di Julia A. Johnson e di Sarah Fisher.
La riserva indiana Yakama, vasta 5 662 km², fu istituita nel 1855 sul versante orientale del vulcano, accorpando quattordici tribù di nativi americani della nazione Yakama.
Nel 1890, il colono e alpinista locale C.E. Rusk effettuarono una serie di ricognizioni fino alla remota regione occupata dal monte Adams e sulle prime pendici della sommità, in particolare fino al ghiacciaio che reca il suo nome. Anche egli si unì alla lista di coloro che avevano realizzato un resoconto al termine della sua spedizione, raccontando il suo incontro con i nativi americani quando si trovava vicino alla linea degli alberi. Nel 1901, Rusk guidò il glaciologo Harry F. Reid in zona, il primo a effettuare uno studio dettagliato del vulcano e a denominare i ghiacciai principali. Nel 1919, Rusk eseguì diversi tentativi di scalare il versante orientale: John H. Williams riportò a tal proposito nel 1912 che "pareti rocciose e campi di ghiaccio terrorizzano pure gli alpinisti più esperti". Nel 1921, Rusk seguì un percorso attraverso The Castle, un promontorio roccioso la cui sommità ora ospita delle ceneri vulcaniche. Nello stesso anno, lo United States Forest Service (USFS) costruì la torre di avvistamento antincendio più alta degli USA, che rimase operativa solo per tre anni.
Nel 1929 e nel 1931, Wade Dean presentò due successive richieste di concessione per poter sfruttare lo zolfo sull'altopiano sommitale di 80 ettari. Dopo aver realizzato una mulattiera, egli condusse un trapano con una punta in diamante in cima e cominciò a perforare il ghiaccio. Sebbene siano stati trovati giacimenti di zolfo, la quantità estratta e la qualità del minerale non erano abbastanza buone da risultare redditizie e l'attività chiuse i battenti nel 1937; l'azienda andò in seguito definitivamente abbandonata nel 1959. Il monte Adams rimane a oggi l'unico vulcano delle High Cascades a essere stato sfruttato per scopi commerciali.
Hans-Otto Giese, Hans Grage, Otto Strizek, Walter Mosauer e Sandy Lyons effettuarono la prima salita in sci il 16 luglio 1932. La prima avvenuta durante i mesi invernali terminò con un successo il 1º gennaio 1937 per opera di J. Daniel e W. Liebentritt. Il ghiacciaio Adams venne attraversato per la prima volta nel 1945.

## Attività ricreative

### Escursionismo e alpinismo

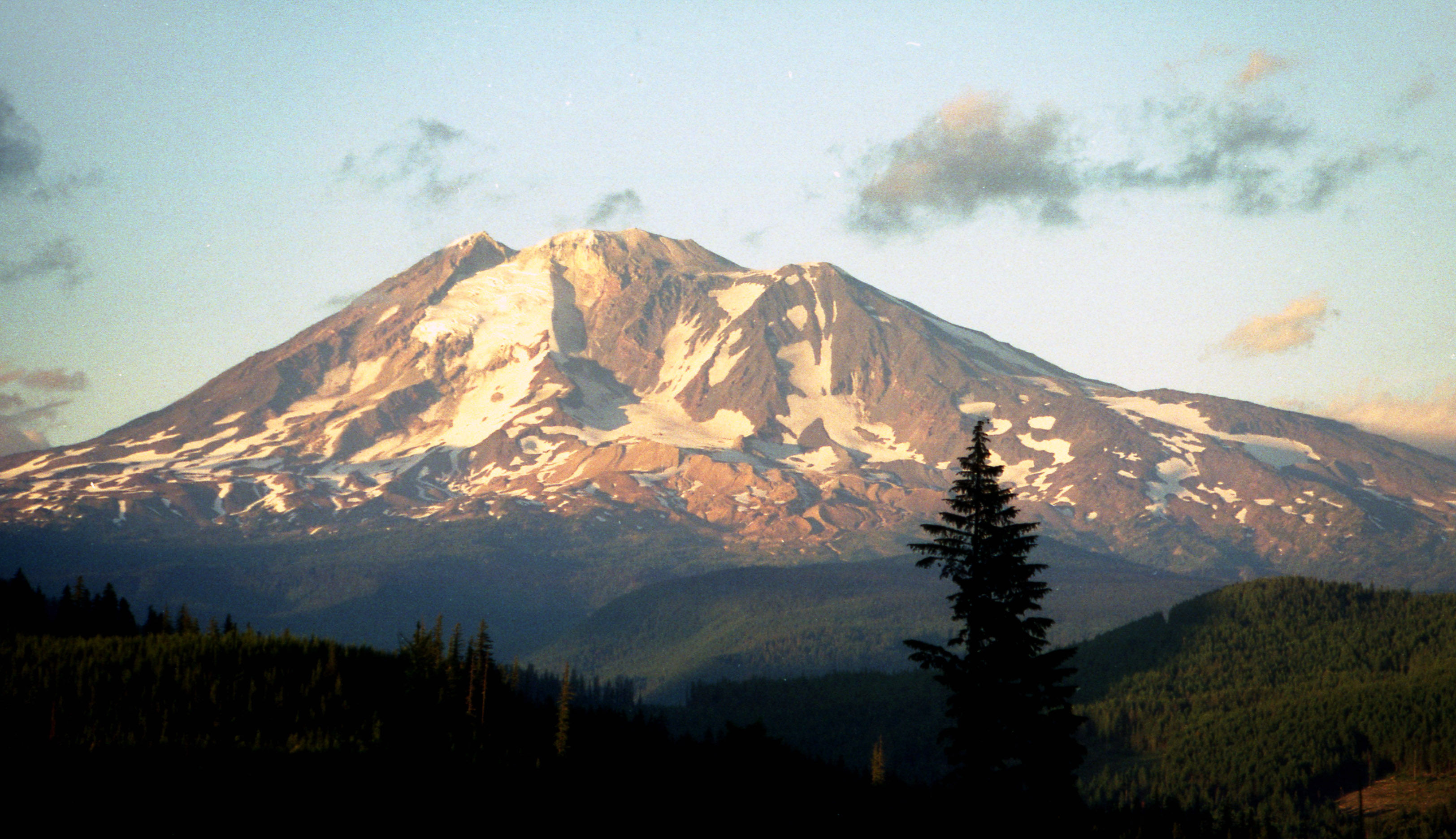
Veduta del monte Adams da sud

Dal 1996, è necessario un lasciapassare rilasciato dalla USFS per scalare il monte Adams sopra un'altitudine di 2 134 m (ovvero 7 000 piedi) dal 1º giugno al 30 settembre. La via di salita è molto frequentata e poco tecnica: la riscossione degli introiti derivanti dalla concessione della licenza da parte dell'ente gestore permette di investire, fino all'80% dei fondi raccolti sul sito, in infrastrutture, nella gestione dei rifiuti, in sicurezza e soccorso e in programmi educativi.
Il percorso più semplice e popolare per raggiungere la vetta è il South Spur Route, noto anche come South Climb, South Side o South Rib. Il nome si deve al South Climb Trail# 183, malgrado inizi a poca distanza da quest'ultima via, ovvero presso l'area di campeggio di Cold Springs, a 1 700 m s.l.m. Da quel punto, la strada si districa per 9,2 km e può essere compiuta in uno o due giorni (da 6 a 8 ore di salita, da 4 a 6 ore di discesa) usando ramponi e piccozze. Non vi è una classificazione ufficiale in termini di difficoltà del percorso, la cui pendenza massima è di 30° e segue un percorso diretto attraverso il ghiacciaio Crescent, Suksdorf Ridge e Piker's Peak. Fu questo il percorso compiuto dalla spedizione giunta sul posto nel 1863 o 1864.

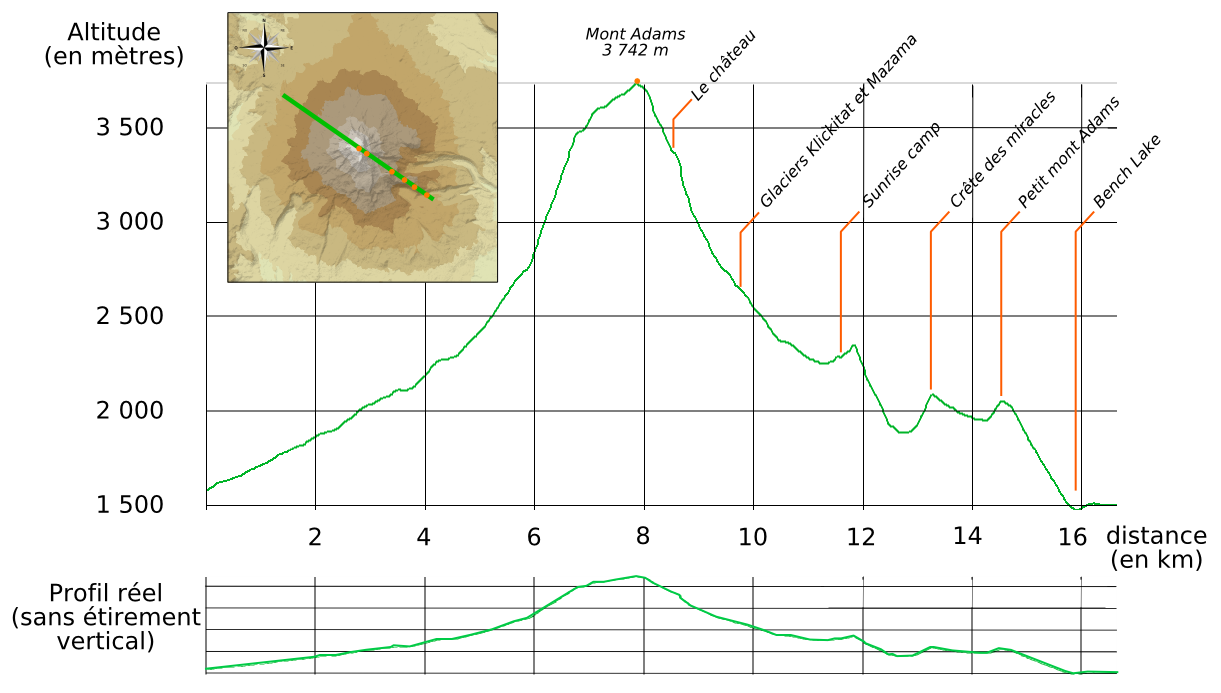
Mappa orografica del monte Adams

Esistono svariati percorsi alternativi: il secondo più popolare è il North Ridge o North Cleaver tra i ghiacciai Adams e Lava. Interessante da completare in primavera, quando il manto nevoso è ancora ben presente, vi si accede tramite il Killen Creek Trail #113, procedendo quindi sul High Camp Trail #10 per 6,4 km. Sul cammino si attraversano salite moderate fino a 40°, di una certa lunghezza e la roccia a volte instabile. L'avvicinamento dal torrente Killen mette a disposizione diverse vie secondarie, specie sui versanti nord o ovest: quella per il ghiacciaio Wilson (gradiente di difficoltà IV, con pendenze fini a 55°: completato in estate per la prima volta da Ed Cooper e Mike Swayne nel luglio del 1961, in inverno da Keith Edwards e Dwain Hess nel febbraio del 1973), quella per il campo di ghiaccio omonimo (concluso in primis da Fred Beckey e Herb Staley nel luglio del 1961) e altre due (Cornelius Molenaar e Robert W. Craig, settembre 1948). Per quanto riguarda il versante meridionale, vi è il percorso che attraversa il ghiacciaio Lyman, snodandosi la cresta di lava locale (Ed Cooper e John Holland, settembre 1961), quello del ghiacciaio Lava (Alex Bertulis e Half Zantop, settembre 1965), attraverso il corridoio di Stormy Monday (Craig Reininger e Eric Simonson, luglio 1975), quello che supera il ghiacciaio Adams (Fred Beckey e Dave Lind Robert Mulhall, luglio 1945), quello che comincia dalla cresta nordoccidentale (Al Givler, Dick LeBlond e Doug McGowan, luglio 1967), ulteriori due varianti che superano rispettivamente a poca distanza tra loro l'ammasso di acqua ghiacciata Pinnacle Glacier e l'altra il West Ridge (Ralph Uber, Lew Maxwell, Wallace Juneau e Gary Faulkes, luglio 1963), dal ghiacciaio White Salmon, dal ghiacciaio Avalanche (Gene Angus e Roger Moreau, settembre 1957) e, infine, quella dal Southwest Chute (Tom Hargis Jr., Charles Lyon e Sean Maxwell, giugno 1965).
Oltre agli innumerevoli percorsi sopra indicati, un altro approccio sul versante sud-ovest è possibile tramite il torrente Bird. Il percorso più semplice segue il ghiacciaio Mazama nei pressi di South Butte e, in seguito, il ghiacciaio Gotchen. Ha una pendenza massima di 35° e non ha ricevuto ancora una sua classificazione in termini di difficoltà. Le vie secondarie intersecano il ghiacciaio Klickitat (varianti classificate da III a IV, fino a 60°; superate per la prima volta da Joe Leuthold, Russ McJury e Wendall V. Stout nel giugno 1938), valicano The Castle o il ghiacciaio Rusk su versante occidentale (grado IV). Questo approccio richiede, oltre a un'autorizzazione rilasciata dal Servizio forestale quella delle autorità della riserva indiana Yakama.
La discesa di South Spur Route può essere effettuata tramite sci, soprattutto nei pomeriggi di luglio quando la neve si riduce in termini di quantità. Il dislivello risulta pari a 2100 m in estate e il vantaggio maggiore appare quello di non dover affrontare crepacci, salvo il rischio di imbattersi in tronchi caduti di alberi morti. È altresì possibile tagliare per il Southwest Chute e terminare la discesa lungo il Round-the-Mountain Trail. In tale cammino, il dislivello è pari a 1 200 m e il terreno non presenta rischi particolari, ragion per cui si preferisce spesso raggiungere tale posizione nella fase finale della discesa. I percorsi aperti allo sci alpinismo includono quelli sui ghiacciai Mazama, Avalanche, White Salmon, Lava, Gotchen e Crescent, ma la qualità del terreno appare inferiore e la difficoltà tecnica generalmente sale di livello.

### Tutela ambientale

Mappa delle aree protette intorno al monte Adams

Il versante occidentale del Monte Adams si trova all'interno della foresta nazionale di Gifford Pinchot, gestita dalla USFS. Il vulcano è salvaguardato invero già da tempo, se si tiene presente che già nel 1964 andò incluso nella riserva naturale omonima, la quale fu estesa fino ad assumere le sue dimensioni attuali in termini di estensione (187,58 km²) nel 1984. Altre aree protette vicine includono la riserva naturale di Indian Heaven (Indian Heaven Wilderness) a sud-ovest, quella di Goat Rocks (Goat Rocks Wilderness) a nord e il Monumento vulcanico nazionale del monte Saint Helens (Mount Saint Helens National Volcanic Monument) a ovest.

## Cultura

### Miti e leggende

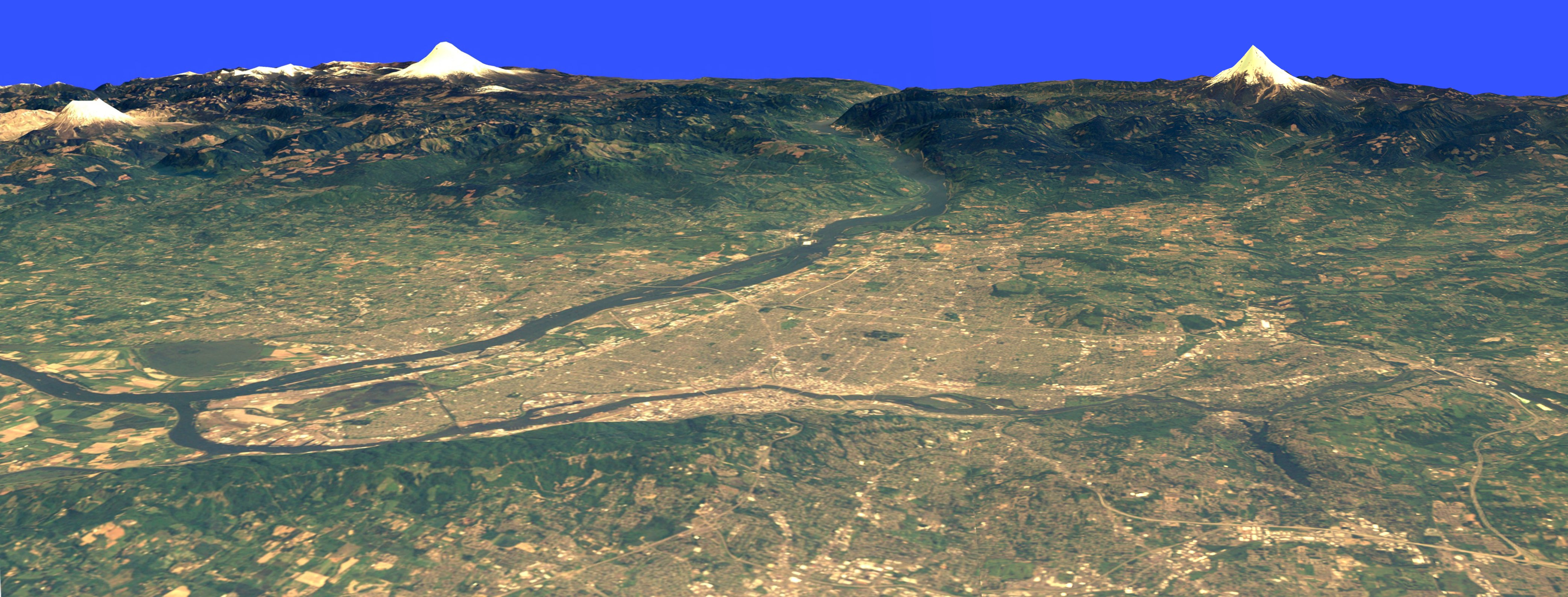
Immagine generata dal computer di Portland (in primo piano) con il monte Adams (a sinistra) e l'Hood (a destra) uno di fronte all'altro, separati dalla gola del Columbia; il monte Saint Helens è localizzato all'estrema sinistra

I racconti dei nativi americani relativi al vulcano includono numerosi miti volti a spiegare i motivi delle eruzioni e la genesi dei vari crateri della catena delle Cascate. Il più famoso di essi riguarda la storia del cosiddetto Ponte degli Dei come narrato dalla tribù dei Klickitat.
Secondo tale mito, Tyhee Saghalie, sovrano di tutti gli dei, e i suoi due figli Pahto (noto anche come Klickitat) e Wy'east si recarono da settentrione nella regione del fiume Columbia, in cerca di un luogo dove poter vivere. Stupiti dalla bellezza del paesaggio, i bambini cominciarono a litigare per il possesso del luogo. Per risolvere la disputa, il padre scoccò due frecce con il suo potente arco: una a nord e l'altra a sud. Pahto seguì la prima, mentre Wy'east la seconda. Tyhee Saghalie forgiò dunque il Tanmahawis ("Ponte degli Dei") c in modo che la sua famiglia potesse incontrarsi di nuovo più facilmente. Quando i due figli si innamorarono della stessa donna, di nome Loowit, questa si trovò in difficoltà e non sapeva chi scegliere tra i due. I figli si batterono per il suo cuore distruggendo le foreste e i villaggi dove si era svolto il combattimento con lanci di frecce e pietre. L'intera area fu distrutta e la terra tremò così forte che il Ponte degli dei cadde nel fiume Columbia. Per punirli, Tyhee Saghalie decise di trasformarli in enormi montagne: Wy'east divenne il vulcano Hood, che svetta imperioso a dimostrazione dell'orgoglio di lui, e Pahto il vulcano Adams, che si presenta con il "capo" chino perché continuamente pensoso verso il suo amore perduto. Loowit fu trasformato nel Saint Helens, allora di aspetto grazioso, noto tra i Klickitat come Louwala-Clough ("montagna fumante"), mentre questo risultava noto tra i Shahaptin come monte Loowit.
Secondo un'altra leggenda dei nativi americani, Pahto, il monte Adams, era una delle cinque donne del Sole. Questi decapitò per gelosia Wahkshum e Plash-Plash, rispettivamente il monte Simcoe e Goat Rocks, situati più a est e ai quali il Sole parlava per primo ogni mattina. Ora orgogliosa e forte della sua altezza ma non soddisfatta, Pahto si diresse a sud e attraversò la gola del Columbia. Questa si impossessò di tutti gli animali e delle piante che vivevano lungo le sue pendici e nelle valli immediatamente adiacenti. Nessuna punizione venne presa per questi comportamenti e nessuna montagna osò salire al cospetto di Pahto, fino a quando Klah Klahnee aprì gli occhi alle altre vette in merito alla sua avidità. Una volta convintele a muoversi a nord allo scopo di interloquire con Wy'east, il monte Hood, la capopopolo della spedizione suggerì in maniera maligna: "Perché non distruggi Pahto? Perché le permetti di essere meglio di te? Sei alto e forte e un giorno degli esseri umani popoleranno la Terra. Quando scopriranno che permettiamo a Pahto di far suo tutto quello che vuole e di depauperare la natura come preferisce, le persone rideranno di noi". Messosi in moto per raggiungerla, Wy'east dapprima accettò di dialogare con Pahto, ma quando i toni si accesero e l'avidità della seconda emerse ne nacque una lite: Wy'east colpì la rivale sul suo versante orientale e la decapitò a sua volta, formando un mucchio di massi sul suo versante settentrionale. Una volta terminato il combattimento, molto di ciò che era stato loro sottratto andò restituito alle altre montagne.